# Milan Ekert
Milan Ekert (ur. 2 marca 1965 w Pilźnie) – czeski polityk i dyplomata, deputowany do Izby Poselskiej, poseł do Parlamentu Europejskiego V kadencji (2004), ambasador Republiki Czeskiej na Białorusi i w Azerbejdżanie.

## Życiorys
W 1988 ukończył Czeski Uniwersytet Rolniczy w Pradze. Pracował jako agronom, projektant i urzędnik samorządowy. Zaangażował się w działalność polityczną w ramach Czeskiej Partii Socjaldemokratycznej. W latach 1996–2006 z jej ramienia zasiadał w Izbie Poselskiej. W 2002 i 2006 wybierany na radnego miasta Klatovy. Od 2003 pełnił funkcję obserwatora w Parlamencie Europejskim, od maja do lipca 2004 sprawował mandat eurodeputowanego V kadencji w ramach delegacji krajowej.
Od 2006 zatrudniony w Ministerstwie Spraw Zagranicznych Republiki Czeskiej. Do 2008 był sekretarzem wiceministra, następnie pracownikiem ambasady w Kijowie, po czym przeszedł do departamentu Europy Północnej i Wschodniej MSZ. W 2014 został mianowany ambasadorem Czech w Mińsku, a w 2018 objął placówkę dyplomatyczną w Baku.